# 大阪ゴルフクラブ
大阪ゴルフクラブ（おおさかゴルフクラブ）は、大阪府泉南郡岬町にあるゴルフ場。関西唯一のシーサイドコースである。

## 概要
大阪ゴルフクラブは、1937年（昭和12年）、大阪商工経済会の寺田甚吉や「廣野ゴルフ倶楽部」の高畑誠一らの有志が、新たなゴルフ場の建設に向けて経営母体「大阪ゴルフ倶楽部」を設立したことに始まる。ゴルフ場の建設用地は、大阪府泉南郡淡輪村・深日村（現・岬町淡輪・深日）の丘陵地帯を買収した。
1937年（昭和12年）、9ホールの造成工事が着工された。しかし、建設用地が由良要塞に属していたため、松の伐採や写真撮影にも軍の許可が必要だった。翌1938年（昭和13年）、9ホール増設設計も上田治に依頼。上田は1936年（昭和11年）の第11回ベルリンオリンピック競技大会に水泳の審判員として参加し、欧州のゴルフ場を視察し、帰国したばかりだった。7月25日に18ホール完成・全面開場。2日前の7月23日には最寄駅の南海本線南淡輪駅（現・みさき公園駅）も開業した。
1944年（昭和19年）、陸軍がゴルフ場を接収、ゴルフ場は閉鎖された。敗戦後、用地が大阪府、農林省と転々と渡り、再建が遅れた。1952年（昭和27年）、淡輪村議会と深日町議会（1943年町制施行）が再建を決議し、9ホールが復活、翌1953年（昭和28年）、18ホールが復活した。
上田治設計の代表的な8コースで「上田治クラシック会」を結成しており、地域を越えてお互いにゴルフを楽しみ、会員間の親睦交流をはかり、倶楽部運営の活性化の一助としている。「門司ゴルフ倶楽部」（福岡県、1934年（昭和9年）開場）、「大阪ゴルフクラブ」（大阪府、1937年（昭和12年）開場）、「古賀ゴルフ・クラブ」（福岡県、1953年（昭和28年）開場）、「下関ゴルフ倶楽部」（山口県、1956年（昭和31年）開場）、「奈良国際ゴルフ倶楽部」（奈良県、1957年（昭和32年）開場）、「小野ゴルフ倶楽部」（兵庫県、1961年（昭和36年）開場）、「茨城ゴルフ倶楽部」（茨城県、1962年（昭和37年）開場）、「広島カンツリー倶楽部」（広島県、1963年（昭和38年）開場）。
2007年（平成19年）4月に株式会社南海大阪ゴルフクラブが設立され、同年6月より同社が運営するようになった。2015年（平成27年）7月に株式会社南海大阪ゴルフクラブと南海橋本観光開発株式会社（橋本カントリークラブを運営）を吸収合併した南海ゴルフマネジメント株式会社が設立され、以降は同社が運営している。

## 所在地
〒599-0303 大阪府泉南郡岬町深日31番地 

## コース情報
- 開場日 - 1937年10月14日
- 設計者 - 上田 治・松山 桂司
- 面積 - 460,000m2（約13.9万坪）
- コースタイプ - シーサイドコース
- コース - 18ホールズ、パー72、6,402ヤード、コースレート70.4
- フェアウェー - コウライ
- ラフ - ノシバ
- グリーン - 1グリーン、コウライ
- ハザード - バンカー83、池が絡むホール1
- ラウンドスタイル - キャディ・セルフ選択可、乗用カート使用、1組4人が原則、ツーサム可
- 練習場 - 無し
- 休場日 - 毎週月曜日、12月31日、1月1日、8月15日[5]

## クラブ情報
- ハウス面積 - 1,650m2（約499坪）
- ハウス設計 - 安井建設
- ハウス施工 - 清水建設株式会社[6]

## ギャラリー
- コース - 「大阪ゴルフクラブ」、コース、2021年3月24日閲覧
- ハウス - 「大阪ゴルフクラブ」、施設案内、2021年3月24日閲覧

## 交通アクセス
鉄道
- 南海本線・多奈川線 - みさき公園駅より クラブバス利用約3分[7]

道路
- 阪和自動車道 - 泉南ICより 約14km 約20分
- 阪神高速湾岸線 - 泉佐野南出入口より 約20km 約30分[7]

## エピソード
- 関西では、「大阪ゴルフクラブ」の正式名称より「淡輪（たんのわ）」の通称で呼ばれる[8]。戦後の再開にあたって淡輪側のほとんどがみさき公園の敷地となったため[2]、以降は深日側に偏在しているが、通称に変わりはない。開場当初のコースは全長6,700ヤード、面積約24万坪だった[2]。

## 関連文献
- 『月刊ゴルフマネジメント』、「ゴルフ倶楽部を考える(167)農地問題に悩む大阪ゴルフクラブの復活」、井上勝純、東京 一季出版、2000年3月、2021年3月24日閲覧
- 『月刊ゴルフマネジメント』、「ゴルフ倶楽部を考える(168)大阪ゴルフクラブの完全復活」、井上勝純、東京 一季出版、2000年4月、2021年3月24日閲覧
- 『ゴルフ場ガイド 西版』、2006-2007、「大阪ゴルフクラブ」、東京 ゴルフダイジェスト社、2006年5月、2021年3月24日閲覧
- 『美しい日本のゴルフコース BEAUTIFUL GOLF CULTURE IN JAPAN 日本のゴルフ110年記念 ゴルフは日本の新しい伝統文化である』、ゴルフダイジェスト社「美しい日本のゴルフコース」編纂委員会編、「昭和13年、相州熱海の川奈と泉州淡輪だけがシーサイドコースだった」、東京 ゴルフダイジェスト社、2013年12月、2021年3月24日閲覧